# Államok vezetőinek listája 1912-ben
Ezen az oldalon az 1912-ben fennálló államok vezetőinek névsora olvasható földrészek, majd országok szerinti bontásban.

## Európa
- Albánia Ideiglenes Kormányzata
- 1912. november 28-án kiáltották ki függetlenségét.
  - Kormányfő – Ismail Qemali (1912–1914), lista
- Andorra (parlamentáris társhercegség)
  - Társhercegek
    - Francia társherceg – Armand Fallières (1906–1913), lista
    - Episzkopális társherceg – Juan Benlloch i Vivó (1907–1919), lista
- Belgium (monarchia)
  - Uralkodó – I. Albert király (1909–1934)
  - Kormányfő – Charles de Broqueville (1911–1918), lista
- Bolgár Cárság (monarchia)
  - Uralkodó – I. Ferdinánd cár (1887–1918)
  - Kormányfő – Ivan Evsztratiev Gesov (1911–1913), lista
- Dánia (monarchia)
  - Uralkodó –
    1. VIII. Frigyes király (1906–1912)
    2. X. Keresztély király (1912–1947)

  - Kormányfő – Klaus Berntsen (1910–1913), lista
- Egyesült Királyság (parlamentáris monarchia)
  - Uralkodó – V. György Nagy-Britannia királya (1910–1936)
  - Kormányfő – Herbert Asquith (1908–1916), lista
- Franciaország (köztársaság)
  - Államfő – Armand Fallières (1906–1913), lista
  - Kormányfő –
    1. Joseph Caillaux (1911–1912)
    2. Raymond Poincaré (1912–1913), lista
- Görögország (monarchia)
  - Uralkodó – I. György király (1863–1913)
  - Kormányfő – Elefthériosz Venizélosz (1910–1915), lista
- Hollandia (monarchia)
  - Uralkodó – Vilma királynő (1890–1948)
  - Kormányfő – Theo Heemskerk (1908–1913), lista
- Ikaria Szabad Állam (el nem ismert állam)
- 1912. július 18-tól novemberig állt fenn.
  - Államfő – Joánnisz Malahiász (1912)
- Liechtenstein (parlamentáris monarchia)
  - Uralkodó – II. János herceg (1859–1929)
- Luxemburg (monarchia)
  - Uralkodó –
    1. IV. Vilmos nagyherceg (1905–1912)
    2. Mária Adelaida nagyhercegnő (1912–1919)

  - Kormányfő – Paul Eyschen (1888–1915), lista
- Monaco (monarchia)
  - Uralkodó – I. Albert herceg (1889–1922)
  - Államminiszter – Émile Flach (1911–1917), ügyvivő, lista
- Montenegró (monarchia)
  - Uralkodó – I. Miklós király (1860–1918)[1]
  - Kormányfő –
    1. Lazar Tomanović (1907–1912)
    2. Mitar Martinović (1912–1913), lista
- Német Császárság (monarchia)
  - Uralkodó – II. Vilmos császár (1888–1918)
  - Kancellár – Theobald von Bethmann-Hollweg (1909–1917), lista
- Norvégia (monarchia)
  - Uralkodó – VII. Haakon király (1905–1957)
  - Kormányfő –
    1. Wollert Konow (1910–1912)
    2. Jens Bratlie (1912–1913), lista
- Olasz Királyság (monarchia)
  - Uralkodó – III. Viktor Emánuel király (1900–1946)
  - Kormányfő – Giovanni Giolitti (1911–1914), lista
- Orosz Birodalom (monarchia)
  - Uralkodó – II. Miklós cár (1894–1917)
  - Kormányfő – Vlagyimir Kokovcov (1911–1914), lista
- Osztrák–Magyar Monarchia (monarchia)
  - Uralkodó – I. Ferenc József király (1848–1916)
  - Kormányfő –
    - Osztrák Császárság – Karl von Stürgkh (1911–1916), lista
    - Magyar Királyság –
      1. Khuen-Héderváry Károly (1910–1912)
      2. Lukács László (1912–1913), lista
- Pápai állam (abszolút monarchia)
  - Uralkodó – X. Piusz pápa (1903–1914)
- Portugália (köztársaság)
  - Államfő – Manuel de Arriaga (1911–1915), lista
  - Kormányfő –
    1. Augusto de Vasconcelos (1911–1912)
    2. Duarte Leite (1912–1913), lista
- Román Királyság (monarchia)
  - Uralkodó – I. Károly király (1866–1914)
  - Kormányfő –
    1. Petre P. Carp (1910–1912)
    2. Titu Maiorescu (1912–1914), lista
- San Marino (köztársaság)
  - San Marino régenskapitányai:
    1. Onofrio Fattori és Angelo Manzoni Borghesi (1911–1912)
    2. Gustavo Babboni és Francesco Pasquali (1912)
    3. Menetto Bonelli és Vincenzo Marcucci (1912–1913), régenskapitányok
- Spanyolország (monarchia)
  - Uralkodó – XIII. Alfonz király (1886–1931)
  - Kormányfő –
    1. José Canalejas (1910–1912)
    2. Manuel García-Prieto (1912), ügyvivő
    3. Álvaro de Figueroa (1912–1913), lista
- Svájc (konföderáció)
  - Szövetségi Tanács:[2]
  - Adolf Deucher (1883–1912), Eduard Müller (1895–1919), Robert Comtesse (1899–1912), Marc-Émile Ruchet (1899–1912), Ludwig Forrer (1902-1917), elnök, Arthur Hoffmann (1911–1917), Giuseppe Motta (1911–1940), Louis Perrier (1912–1913), Camille Decoppet (1912–1919), Edmund Schulthess (1912–1935)
- Svédország (parlamentáris monarchia)
  - Uralkodó – V. Gusztáv király (1907–1950)
  - Kormányfő – Karl Staaff (1911–1914), lista
- Szerbia (monarchia)
  - Uralkodó – I. Péter király (1903–1921)[3]
  - Kormányfő –
    1. Milovan Milovanović (1911–1912)
    2. Marko Trifković (1912)
    3. Nikola Pašić (1912–1918), miniszterelnök

## Afrika
- Dél-afrikai Unió (monarchia)
  - Uralkodó – V. György Nagy-Britannia királya (1910–1936)
  - Főkormányzó – Herbert Gladstone (1910–1914), Dél-Afrika kormányát igazgató tisztviselő
  - Kormányfő – Louis Botha (1910–1919), lista
- Dervis Állam (el nem ismert állam)
  - Uralkodó – Mohammed Abdullah Hassan (1896–1920)
- Etiópia (monarchia)
  - Uralkodó – II. Menelik császár (1889–1913)
  - Kormányfő – Habte Gijorgisz Dinagde (1909–1927), lista
- Libéria (köztársaság)
  - Államfő – Daniel Edward Howard (1912–1920), lista
- Marokkó (monarchia)
  - Uralkodó –
    1. Abd al-Hafíz szultán (1908–1912)
    2. Juszuf szultán (1912–1927)
- Vadai Birodalom
- 1912-ben felbomlott.
  - Uralkodó – ’Aszil kolak (1909–1912)

## Dél-Amerika
- Argentína (köztársaság)
  - Államfő – Roque Sáenz Peña (1910–1914), lista
- Bolívia (köztársaság)
  - Államfő – Eliodoro Villazón (1909–1913), lista
- Brazília (köztársaság)
  - Államfő – Hermes da Fonseca (1910–1914), lista
- Chile (köztársaság)
  - Államfő – Ramón Barros Luco (1910–1915), lista
- Ecuador (köztársaság)
  - Államfő –
    1. Carlos Freile Zaldumbide (1911–1912), ügyvivő
    2. Francisco Andrade Marín (1912), ügyvivő
    3. Leónidas Plaza (1912–1916), lista
- Kolumbia (köztársaság)
  - Államfő – Carlos Eugenio Restrepo (1910–1914), lista
- Paraguay (köztársaság)
  - Államfő –
    1. Liberato Marcial Rojas (1911–1912), ideiglenes
    2. Pedro Peña (1912), ideiglenes
    3. Emiliano González Navero (1912)
    4. Eduardo Schaerer (1912–1916), lista
- Peru (köztársaság)
  - Államfő –
    1. Augusto B. Leguía (1908–1912)
    2. Guillermo Billinghurst (1912–1914), lista

  - Kormányfő –
    1. Agustín Guillermo Ganoza Cavero (1911–1912)
    2. Elías Malpartida (1912)
    3. Enrique Varela Vidaurre (1912–1913), lista
- Uruguay (köztársaság)
  - Államfő – José Batlle y Ordóñez (1911–1915), lista
- Venezuela (köztársaság)
  - Államfő – Juan Vicente Gómez (1908–1913), lista

## Észak- és Közép-Amerika
- Amerikai Egyesült Államok (köztársaság)
  - Államfő – William Howard Taft (1909–1913), lista
- Costa Rica (köztársaság)
  - Államfő – Ricardo Jiménez Oreamuno (1910–1914), lista
- Dominikai Köztársaság (köztársaság)
  - Államfő –
    1. Eladio Victoria (1911–1912), ideiglenes
    2. Adolfo Alejandro Nouel (1912–1913), ideiglenes, lista
- Salvador (köztársaság)
  - Államfő –
    1. Manuel Enrique Araujo (1911–1913)
    2. Carlos Meléndez (1913–1914), ideiglenes, lista
- Guatemala (köztársaság)
  - Államfő – Manuel Estrada Cabrera (1898–1920), lista
- Haiti (köztársaság)
  - Államfő –
    1. Cincinnatus Leconte (1911–1912)
    2. Tancrède Auguste (1912–1913), lista
- Honduras (köztársaság)
  - Államfő –
    1. Francisco Bertrand (1911–1912)
    2. Manuel Bonilla (1912–1913), lista
- Kanada (parlamentáris monarchia)
  - Uralkodó – V. György király (1910–1936)
  - Főkormányzó – Artúr herceg (1911–1916), lista
  - Kormányfő – Sir Robert Borden (1911–1920), lista
- Kuba (köztársaság)
  - Államfő – José Miguel Gómez (1909–1913), lista
- Mexikó (köztársaság)
  - Államfő – Francisco Ignacio Madero (1911–1913), lista
- Nicaragua (köztársaság)
  - Államfő – Adolfo Díaz (1911–1917), lista
- Panama (köztársaság)
  - Államfő –
    1. Pablo Arosemena (1910–1912)
    2. Belisario Porras Barahona (1912–1916), lista
- Új-Fundland (monarchia)
  - Uralkodó – V. György király (1910–1936)
  - Kormányzó – Ralph Champneys Williams (1909–1913)
  - Kormányfő – Sir Edward Patrick Morris (1909–1917), lista

## Ázsia
- Afganisztán (monarchia)
  - Uralkodó – Habibullah Kán emír (1901–1919)
- Aszír (idríszida emírség)
  - Uralkodó – Muhammad ibn Ali al-Idríszi (1909–1923), emír
- Buhara
  - Uralkodó – Mohammed Alim kán (1911–1920)
- Dzsebel Sammar (monarchia)
  - Uralkodó – Szaúd bin Abdulazíz (1910–1920), Dzsebel Sammar emírje
- Hiva
  - Uralkodó – Iszfandijar Dzsurdzsi Bahadur kán (1910–1918)
- Japán (császárság)
  - Uralkodó –
    1. Mucuhito császár (1867–1912)
    2. Josihito császár (1912–1926)

  - Kormányfő –
    1. Szaiondzsi Kinmocsi (1911–1912)
    2. Kacura Taró (1912–1913), lista
- Kína
  -  Csing-dinasztia –
  - 1912. február 12-én felbomlott
    - Uralkodó – Pu Ji császár (1908–1912)
    - Kormányfő – Jüan Si-kaj (1911–1912) lista (1911–1912)

  -  Pekingi Kormányzat
  - 1912. január 1-jén alakult meg.
    - Államfő –
      1. Szun Jat-szen (1912)
      2. Jüan Si-kaj (1912–1915), Kína katonai kormányzatának generalisszimusza

    - Kormányfő –
      1. Tang Sao-ji (1912)
      2. Lu Ceng-Csiang (1912)
      3. Csao Bing-dzsun (1912–1913), Kína Államtanácsának ideiglenes elnöke

  -  Mongólia (Kína Pekingi Kormányzata megszállása alatt)
    - Uralkodó – Bogdo kán (1911–1919)
    - Kormányfő – Töksz-Ocsirin Namnanszüren (1912–1919), lista
- Maszkat és Omán (abszolút monarchia)
  - Uralkodó – Fejszál szultán (1888–1913)
- Nedzsd és Hasza Emírség (monarchia)
  - Uralkodó – Abdul-Aziz emír (1902–1953)[4]
- Nepál (alkotmányos monarchia)
  - Uralkodó – Tribhuvana király (1911–1950)
  - Kormányfő – Csandra Samser Dzsang Bahadur Rana (1901–1929), lista
- Oszmán Birodalom (monarchia)
  - Uralkodó – V. Mehmed szultán (1909–1918)
  - Kormányfő –
    1. Mehmed Szaíd Pasa, nagyvezír, (1911–1912)
    2. Ahmed Muhtar Pasa, nagyvezír, (1912)
    3. Kámil Pasa (1912–1913), nagyvezír, lista
- Perzsia (monarchia)
  - Uralkodó – Ahmad Sah Kadzsar sah (1909–1925)
  - Régens – Naszir am-Mulk (1910–1914), Perzsia régense
  - Kormányfő – Nadzsaf-Kúli Kán Bahtiári (1911–1913), lista
- Sziám (parlamentáris monarchia)
  - Uralkodó – Vadzsiravudh király (1910–1925)

## Óceánia
- Ausztrália (parlamentáris monarchia)
  - Uralkodó – V. György Ausztrália királya (1910–1936)
  - Főkormányzó – Thomas Denman (1911–1914), lista
  - Kormányfő – Andrew Fisher (1910–1913), lista
- Új-Zéland (parlamentáris monarchia)
  - Uralkodó – V. György Új-Zéland királya (1910–1936)
  - Kormányzó –
    1. John Dickson-Poynder (1910–1912)
    2. Arthur Foljambe[5] (1912–1920), lista

  - Kormányfő –
    1. Joseph Ward (1906–1912)
    2. Thomas Mackenzie (1912)
    3. William Massey (1912–1925), lista